# 멜크군

멜크군의 위치

멜크군(독일어: Bezirk Melk)은 오스트리아 니더외스터라이히주에 위치한 군으로 행정 중심지는 멜크이며 면적은 1,013.56km2, 인구는 79,176명(2023년 기준), 인구 밀도는 78명/km2이다. 북쪽으로는 츠베틀군, 북동쪽으로는 크렘스란트군, 동쪽으로는 장크트푈텐란트군, 남쪽으로는 샤입스군, 서쪽으로는 암슈테텐군, 오버외스터라이히주 페르크군과 접한다.

## 하위 행정 구역
4개 도시, 27개 시장도시, 9개 일반 시를 관할한다.
- 도시
  - 망크(Mank)
  - 멜크(Melk)
  - 푀흘라른(Pöchlarn)
  - 입스안데어도나우(Ybbs an der Donau)
- 시장도시
  - 아르트슈테텐푀브링(Artstetten-Pöbring)
  - 비쇼프슈테텐(Bischofstetten)
  - 블린덴마르크트(Blindenmarkt)
  - 둥켈슈타이너발트(Dunkelsteinerwald)
  - 에머스도르프안데어도나우(Emmersdorf an der Donau)
  - 에를라우프(Erlauf)
  - 골링안데어에를라우프(Golling an der Erlauf)
  - 휘름(Hürm)
  - 클리프(Kilb)
  - 클라인푀흘라른(Klein-Pöchlarn)
  - 크룸누스바움(Krummnußbaum)
  - 라이벤(Leiben)
  - 로스도르프(Loosdorf)
  - 마르바흐안데어도나우(Marbach an der Donau)
  - 마리아타페를(Maria Taferl)
  - 노이마르크트안데어입스(Neumarkt an der Ybbs)
  - 뇌흘링(Nöchling)
  - 페르젠보이크고츠도르프(Persenbeug-Gottsdorf)
  - 페첸키르헨(Petzenkirchen)
  - 푀그슈탈(Pöggstall)
  - 락센도르프(Raxendorf)
  - 루프레히츠호펜(Ruprechtshofen)
  - 쇤뷔엘아그스바흐(Schönbühel-Aggsbach)
  - 장크트레온하르트암포르스트(St. Leonhard am Forst)
  - 장크트마르틴카를스바흐(St. Martin-Karlsbach)
  - 바이텐(Weiten)
  - 이스페르탈(Yspertal)
- 일반 시
  - 베르글란트(Bergland)
  - 도르프슈테텐(Dorfstetten)
  - 호팜트프릴(Hofamt Priel)
  - 키른베르크안데어망크(Kirnberg an der Mank)
  - 뮈니히라이트라임바흐(Münichreith-Laimbach)
  - 숄라흐(Schollach)
  - 장크트오스발트(St. Oswald)
  - 텍싱탈(Texingtal)
  - 첼킹마츨라인스도르프(Zelking-Matzleinsdorf)